# William Frederick Denning
William Frederick Denning (Radstock, 25 novembre 1848 – Bristol, 9 giugno 1931) è stato un astronomo britannico.

## Attività
Denning ha dedicato molta parte della sua attività scientifica alla ricerca di nuove comete scoprendone varie: la periodica 72P/Denning-Fujikawa, le non periodiche C/1890 O2 Denning, C/1891 F1 Barnard-Denning e la C/1892 F1 Denning e la perduta D/1894 F1 Denning, che è stata anche l'ultima cometa scoperta sul suolo britannico fino a quelle scoperte da George Alcock.
Denning ha studiato anche le meteore e le novae, scoprendo la nova V476 Cygni (Nova Cygni 1920) .

## Onorificenze
- Nel 1890 ha ricevuto la 2° Medaglia Donohoe [2].
- Nel 1892 ha ricevuto la 9° Medaglia Donohoe [3].
- Nel 1894 ha ricevuto la 15° Medaglia Donohoe [4].
- Nel 1898 ha ricevuto la medaglia d'Oro della Royal Astronomical Society [5].

Portano il suo nome:
- il cratere Denning di 44 km di diametro sulla Luna[6].
- il cratere Denning di 165 km di diametro su Marte[7]
- l'asteroide 71885 Denning [8].